# Иноземцева, Маргарита Сергеевна
Маргарита Сергеевна Иноземцева (19 мая (31 мая) 1887 года, Москва — 2 октября 1970, Москва) — русский живописец, а также художница по ткани. Участница выставок объединения Мир искусства. Мать экономиста Николая Иноземцева и тётя астрофизика Сергея Жевакина.

## Биография
Маргарита Сергеевна Иноземцева (урождённая Жевакина, в первом замужестве Жевакина-Никольская) родилась 31 мая 1887 года (по новому стилю) в Москве. По окончании гимназии занималась в студии Константина Юона с 1907 по 1910 год. В 1907 году вышла замуж за М. П. Никольского и взяла двойную фамилию. Никольский впоследствии погиб.
В 1910 году поступила в Московское училище живописи, ваяния и зодчества в класс Константина Коровина, одновременно посещая в качестве вольнослушателя различные мастерские Строгановского училища. Была вынуждена бросить учёбу в 1912 году по причине болезни сына. С 1912 по 1915 год вместе с сыном проживала в санатории в Швейцарии.
В 1915 году вернулась в Россию, где активно участвовала в выставках («Свободное творчество», «Мир искусства», Декоративно-индустриальная выставка и пр.). В 1918 году вышла замуж за Н. Н. Иноземцева и взяла его фамилию. С 1930 по 1937 годы работала во Всекохудожнике, занимаясь преимущественно росписями тканей и участвуя с ними во всех выставках по декоративно-прикладному искусству. Вела педагогическую работу на курсах повышения квалификации. С 1940 года — член МОССХа в секции декоративно-прикладного искусства. Всего насчитывается около 620 художественных работ.

## Награды
- Третья премия за лучшие проекты декоративных тканей для мебели и портьер по конкурсу, объявленному комитетом по делам архитектуры при СНК СССР и народным комиссариатом народной промышленности СССР, 1945 г.